# Belgium az 1964. évi téli olimpiai játékokon
Belgium az ausztriai Innsbruckban megrendezett 1964. évi téli olimpiai játékok egyik részt vevő nemzete volt. Az országot az olimpián 3 sportágban 8 sportoló képviselte, akik érmet nem szereztek.

## Alpesisí
Női
| Versenyző                  | Versenyszám      | 1. futam | 1. futam | 2. futam | 2. futam | Összesítés | Összesítés |
| Versenyző                  | Versenyszám      | Idő      | Hely.    | Idő      | Hely.    | Idő        | Helyezés   |
| -------------------------- | ---------------- | -------- | -------- | -------- | -------- | ---------- | ---------- |
| Patricia du Roy de Blicquy | Lesiklás         |          |          |          |          | 2:01,41    | 13.        |
| Patricia du Roy de Blicquy | Műlesiklás       | 47,15    | 13.      | 49,86    | 8.       | 1:37,01    | 8.         |
| Patricia du Roy de Blicquy | Óriás-műlesiklás |          |          |          |          | 1:58,76    | 17.        |

## Bob
| Versenyző                                                                | Versenyszám | 1. futam | 1. futam | 2. futam | 2. futam | 3. futam   | 3. futam   | 4. futam | 4. futam | Összesítés | Összesítés |
| Versenyző                                                                | Versenyszám | Idő      | Hely.    | Idő      | Hely.    | Idő        | Hely.      | Idő      | Hely.    | Idő        | Helyezés   |
| ------------------------------------------------------------------------ | ----------- | -------- | -------- | -------- | -------- | ---------- | ---------- | -------- | -------- | ---------- | ---------- |
| Jean-Marie Buisset Claude Englebert                                      | Kettes      | 1:09,53  | 20.      | 1:10,01  | 20.      | nem indult | nem indult | kiesett  | kiesett  | kiesett    | kiesett    |
| Jean de Crawhez Thierry De Borchgrave Camille Liénard Jean-Marie Buisset | Négyes      | 1:07,46  | 18.      | 1:05,56  | 17.      | 1:06,51    | 16.        | 1:06,31  | 15.      | 4:25,84    | 17.        |

1. ↑  Az 1. futamban Thierry De Borchgrave helyett Charly Bouvy szerepelt.

## Gyorskorcsolya
Férfi
| Versenyző        | Versenyszám | Eredmény | Helyezés |
| ---------------- | ----------- | -------- | -------- |
| François Brueren | 500 m       | 43,4     | 33.*     |

* - egy másik versenyzővel azonos eredményt ért el